# Al·lèrgia a l'ou
L'al·lèrgia a l'ou és un tipus d'al·lèrgia als aliments. És una hipersensibilitat a les substàncies del rovell i la clara d'ou, que causen una sobrerreacció al sistema immunitari que pot donar greus símptomes físics a milions de persones en tot el món.
L'al·lèrgia a l'ou apareix principalment, però no exclusivament, en infants. de fet és la segona al·lèrgia més comuna en els infants. (la més comuna és l'al·lèrgia a la llet de vaca.) Normalment es tracta excloent l'ou de la dieta i vigilant els aliments que puguin estar contaminats amb ou. La reacció més greu es coneix com a anafilaxi i és una situació d'emergència que requereix atenció mèdica immediata i tractament amb epinefrina. La majoria dels infants superen aquesta al·lèrgia a l'edat de cinc anys però alguns la mantenen tota la vida.

## Antígens
La majoria de gent amb al·lèrgia als ous de gallina tenen anticossos que reaccionen amb una o quatre proteïnes de la clara d'ou: ovomucoide, ovoalbúmina, ovotransferrina, i lisozima; l'ovomucoide, és la més comuna que ataca el sisteme immune. El rovell d'ou conté diversos antígens potencials: livetina, apovitil·lina, i vosvetina.

## Tractament
Actualment no es pot guarir l'al·lèrgia a l'ou.
Hi ha perill de reacció adversa en les vacunes del grip que típicament es fan en embrions de pollastre i el producte final conté proteïnes de l'ou.